# Battaglia di Madrid
Si definisce battaglia di Madrid o assedio di Madrid una serie di episodi di guerra avvenuti a Madrid dal novembre 1936 al 28 marzo 1939 durante la guerra civile spagnola.

## L'insurrezione a Madrid
La guerra civile spagnola ha avuto inizio con un fallito colpo di Stato contro il Frente popular, guidato da ufficiali di destra. Il governo centrale, sicuro di poter riconquistare la fiducia dell'esercito, non accettò l'aiuto dei miliziani socialisti della Confederación Nacional del Trabajo e degli anarchici, che percepivano la guerra come una rivoluzione sociale.
Il 18 luglio, il governo centrale spedì a Siviglia una guarnigione della Guardia Civil per contrastare la rivolta, ma le guardie disertarono e si unirono ai ribelli.
Molto in ritardo rispetto agli avvenimenti del resto della Spagna, il 19 luglio insorse anche la caserma Montaña di Madrid. Gli insorti, consci di non poter prendere Madrid, prevedevano un'azione di resistenza fino all'arrivo delle truppe del generale Emilio Mola; ciononostante i preparativi furono pochi. Il comando dell'insurrezione fu preso nel pomeriggio dal generale Joaquín Fanjul, comandante della guarnigione militare, dopo che il generale designato Villegas all'ultimo momento aveva desistito. Nel frattempo numerosi ufficiali, provenienti da altre caserme e falangisti, erano affluiti alla caserma Montaña. Tuttavia, quando Fanjul cercò di uscire fuori dalla caserma per un atto più dimostrativo che per una vera azione bellica, i suoi 2 500 soldati furono costretti ad indietreggiare da una folla ostile di sindacalisti armati della socialista Unión General de Trabajadores e dell'anarchica Confederación Nacional del Trabajo. Vi furono subito brevi scambi di fucileria, ma poi fino al mattino successivo la situazione rimase tranquilla. Nella notte nella stessa Madrid i partiti di sinistra assunsero il controllo completo della città e circa cinquanta chiese furono incendiate.
Il 20 luglio si erano raggruppati nei pressi della caserma circa 10 000 uomini tra lavoratori e asaltos leali al governo.
Contro la caserma furono impiegati, oltre a due cannoni Schneider da 75, anche l'aviazione. Trovatasi isolata, la guarnigione riuscì a comunicare con le altre caserme soltanto ricorrendo a segnali dall'alto dei tetti con cui Fanjul richiese al generale García de la Herran di inviare truppe di soccorso.
I combattimenti furono caotici e nella confusione alcuni soldati all'interno della caserma, desiderosi di arrendersi, esposero la bandiera bianca, ma gli assedianti, fattisi avanti per ricevere la resa, furono falciati dalle mitragliatrici. Detto incidente è da imputarsi alla confusione che regnava all'interno della caserma piuttosto che ad un'azione premeditata.
La caserma venne espugnata quando verso mezzogiorno gli asaltos, con uno dei pezzi di artiglieria da 75 millimetri, abbatterono la porta principale. Un agente degli asaltos, un sergente del genio, riuscì a penetrare nella caserma dal portone, ma venne subito falciato; la sua azione tuttavia permise ai repubblicani di entrare nella caserma. Dopo l'irruzione dei repubblicani, moltissimi militari e quasi tutti gli ufficiali furono massacrati dalla folla degli assedianti, mentre i pochi superstiti furono fatti prigionieri e trasferiti al carcere Modello. Tra questi Fanjul, che fu trovato gravemente ferito alla testa. In breve quasi tutte le guarnigioni di Madrid caddero e lo stesso generale De la Herran fu ucciso dai propri uomini. Gli ufficiali ribelli della caserma del Pardo invece si salvarono, perché uscirono in strada diretti a nord, dichiarando l'intenzione di combattere le truppe di Emilio Mola. Alla guarnigione si accodò anche il figlio di Francisco Largo Caballero che fu quindi preso prigioniero.
Le settimane che seguirono la sollevazione di luglio videro numerosi scontri tra i repubblicani e i nazionalisti. Il 23 agosto, in seguito alla notizia che avrebbero tentato una fuga, settanta prigionieri del carcere di Modello furono massacrati, in parte come ritorsione per gli eccidi avvenuti al termine della battaglia di Badajoz. L'eccidio avvenuto a Madrid sconvolse il presidente della repubblica Manuel Azaña.
Successivamente, e per tutto il resto della guerra, Madrid restò in mani repubblicane. Tuttavia tra i madrileni c'era un significativo numero di simpatizzanti della destra. Circa 20 000 madrileni fuggirono dalla città o cercarono rifugio nelle ambasciate straniere, specialmente in quella
tedesca e in quella italiana.

## La marcia su Madrid
La strategia iniziale dei militari era quella di assumere il potere in tutto il paese, secondo le modalità del Pronunciamiento, un colpo di Stato militare del XIX secolo.
Tuttavia la resistenza al golpe franchista trasformò il colpo di Stato in una guerra civile.
Franco stesso era sbarcato, proveniente dal Marocco spagnolo, nel sud della Spagna, con le truppe coloniali dell'Esercito d'Africa.
Il generale Mola, che era stato al comando delle truppe coloniali, della Legione straniera e della Falange, sollevò le truppe nel nord.
Insieme concordarono un piano per prendere Madrid: l'Esercito africano sarebbe avanzato da sud, le truppe di Mola da nord.
Il Generalissimo e il generale Yague, con la copertura aerea dall'aviazione nazista, iniziarono a marciare verso Madrid. Yague avrebbe voluto puntare dritto verso Madrid, ma Franco preferì soccorrere le truppe franchiste impegnate nell'assedio dell'Alcázar di Toledo. Questa deviazione fece perdere ai nazionalisti un mese, dando ai repubblicani il tempo necessario per preparare la difesa della capitale.
Nel frattempo, a Madrid era stato formato un nuovo esecutivo repubblicano, con a capo il leader socialista Francisco Largo Caballero. Caballero incluse nel governo 6 ministri socialisti, 2 comunisti, 2 del Partito della Sinistra Repubblicana, 1 del catalano Partito della Sinistra e 1 nazionalista basco.
Anche se i comunisti erano una minoranza nel governo, guadagnarono influenza grazie ai loro contatti con l'Unione Sovietica e con gli stranieri volontari delle Brigate internazionali.
Comandante militare repubblicano a Madrid era nominalmente il generale spagnolo José Miaja, anche se gli ufficiali sovietici furono più influenti di quelli spagnoli: il generale Goriev era il comandante della spedizione, Smuškevič controllava le forze aeree e il generale Pavlov comandava le forze blindate. Nonostante gli aiuti sovietici, la maggior parte dei difensori repubblicani di Madrid (circa il 90%) erano miliziani dei partiti politici o dei sindacati di sinistra, tanto che il governo centrale aveva poco potere sulle milizie ad inizio della guerra.
Dall'altro lato, sia la Germania nazista e sia l'Italia fascista rifornirono Franco con unità aeree e corazzate per il suo attacco a Madrid. I nazionalisti si avvicinarono a Madrid all'inizio di novembre 1936 da nord (lungo la strada La Coruña-Estremadura). Il 29 ottobre i nazionalisti attaccarono il 5° (comunista) a Parla.
Il 2 novembre i nazionalisti conquistarono Brunete, durante l'omonima battaglia, ponendo le loro truppe alla periferia occidentale di Madrid. Mola, interpellato da un giornalista inglese, disse che avrebbe preso Madrid con le sue quattro colonne dall'esterno della città e con la sua "quinta colonna" - composta da simpatizzanti di destra - dall'interno della città stessa. Il termine "quinta colonna" divenne sinonimo di spie e traditori sul lato repubblicano, e la paranoia portò a una strage di prigionieri nazionalisti durante la battaglia.
Il governo repubblicano di Caballero, credendo che ormai Madrid fosse sul punto di cadere, si trasferì il 6 novembre a Valencia. Il generale Miaja, con altri leader politici rimasti in città, costituì la Junta de Defensa de Madrid (Comitato per la difesa di Madrid) per organizzare il fronte repubblicano di difesa.
Tuttavia il tentativo nazionalista di catturare Madrid aveva gravi lacune dal punto di vista tattico. Da un lato gli attaccanti erano in rapporto di uno a due rispetto ai difensori (anche se i nazionalisti erano di gran lunga meglio armati e avevano una migliore formazione), dall'altro furono incapaci di tagliar fuori Madrid dalle vie di comunicazione e di rifornimento.

## Battaglia di Madrid

### Preparativi
I repubblicani ebbero un vantaggio geografico nella difesa di Madrid: il fiume Manzanarre, che separava i nazionalisti dal centro della città, rappresentava un formidabile ostacolo fisico.
Mola prevedeva di attaccare Madrid l'8 novembre 1936, con un attacco attraverso il parco di Casa de Campo (su un fronte di soli 1 km di larghezza) per cercare di evitare la lotta strada per strada, essendo il parco in aperta campagna e di fronte al fiume.
L'intenzione iniziale di Mola era quella di prendere la città universitaria, appena a nord del centro della città, istituendo una testa di ponte sul fiume Manzanarre. Il primo attacco venne lanciato contro il quartiere operaio di Carabanchel, a sud-ovest del centro della città. Tuttavia, il 7 novembre, i repubblicani avevano catturato i piani di attacco di un ufficiale nazionalista e, pertanto, furono in grado di concentrare le loro truppe nella Casa de Campo e di respingere l'attacco franchista.

### Attacco iniziale
Mola attaccò l'8 novembre con 20 000 soldati, per lo più truppe regolari marocchine, sostenuto dai carri armati italiani e dai Panzer I tedeschi comandati da Wilhelm von Thoma. La Legione Condor tedesca, inoltre, fornì supporto aereo all'azione. Le truppe regolari ruppero le linee fisse con le baionette e forzarono una barricata all'incrocio del corso del fiume per arrivare all'ambito obiettivo dell'offensiva, il carcere di Modello.
I repubblicani avevano schierato a Carabanchel tra i 12 000 e 30 000 miliziani. Nonostante la loro superiorità numerica, le truppe erano molto mal equipaggiate, con armi di piccolo calibro e fucili con solo dieci colpi a testa. Inoltre, la maggior parte di loro non era stata addestrata all'uso delle armi e non aveva esperienza nel combattere. Tuttavia riuscirono a tenere testa ai nazionalisti nell'attacco a Casa de Campo, ma, data l'impossibilità di resistere, il generale Miaja stesso, pistola alla mano, ordinò la ritirata delle truppe, che si rifiutarono di seguirlo, preferendo morire in trincea piuttosto che fuggire come codardi.
Durante tutta la giornata, la radio invitò la cittadinanza a mobilitarsi, ripetendo lo slogan  coniato dalla "Pasionaria", l'attivista antifascista e futuro segretario del partito comunista spagnolo Dolores Ibárruri, "No pasarán!".
Nella tarda serata, arrivò a Madrid la prima Brigata internazionale, la XI, con 1 900 uomini. Anche se numericamente piccola, venne schierata immediatamente come forza di soccorso. L'arrivo della brigata fu di aiuto morale per i difensori di Madrid. I volontari delle truppe straniere, benché fossero una miscela di tedeschi, francesi e altre nazionalità, vennero chiamati 'russi' come riconoscimento del grande ruolo che l'Unione Sovietica aveva svolto nell'organizzare la maggior parte delle brigate.

### Arresto e contrattacchi
I nazionalisti, pur avendo sconfitto le truppe repubblicane, non riuscirono ad avanzare seguendo i piani di Mola. Il 9 novembre provarono un nuovo attacco a Carabanchel. L'attacco si rivelò un fallimento: le truppe marocchine, addestrate a combattere e manovrare in campo aperto, si trovarono in grande difficoltà nel combattimento urbano, mentre gli scontri casa per casa favorivano i difensori, che potevano trasformare ogni abitazione in una fortezza,  considerando anche il fatto che le truppe repubblicane conoscevano alla perfezione il territorio.
La sera del 9 novembre il generale Kléber lanciò un'offensiva contro la XI Brigata Internazionale a Casa de Campo, che durò per tutta la notte e parte della mattina seguente. Alla fine della lotta, le truppe nazionaliste furono costrette alla ritirata, abbandonando tutte le speranze di un assalto diretto a Madrid attraverso la Casa de Campo, mentre la XI Brigata perse nell'azione un terzo dei suoi uomini. Nel frattempo le truppe repubblicane contrattaccarono lungo tutto il fronte di Madrid.
Il 10, 4000 miliziani repubblicani anarchici del CNT, guidati da Buenaventura Durruti (che mori il 20 novembre nel corso dell'assedio), arrivarono a rinforzare le truppe madrilene dal fronte aragonese.
L'11 novembre un massacro avvenne sul lato repubblicano, quando 1029 nazionalisti prigionieri, detenuti nel carcere di Modello, vennero uccisi nella valle Jarama dal 5º reggimento repubblicano, in quanto considerati appartenenti alla "Quinta colonna". È stato sostenuto che le uccisioni erano state ordinate dal leader comunista Santiago Carrillo, ma ciò non è mai stato dimostrato. Secondo Anthony Beevor, l'ordine del massacro venne da José Cazorla, vice di Carrillo, o dall'ufficiale sovietico Kol'cov. L'atrocità venne condannata anche dal responsabile anarchico dei prigionieri, Melchor Rodríguez.
Il 12 arrivò in città la XII Brigata Internazionale, al comando del generale Mate "Lukacs" Zalka (composta da tedeschi, scandinavi, francesi, belgi ed italiani), che lanciò un attacco ai nazionalisti sulla collina del Cerro de los Ángeles, a sud della città, per conquistare la strada che da Madrid portava a Valencia. L'attacco fallì a causa di problemi di lingua e di comunicazione e di un insufficiente sostegno di artiglieria.

### Ultimo attacco
Il 19 i nazionalisti iniziarono il loro attacco finale: con la copertura di un pesante bombardamento di artiglieria, legionari e truppe marocchine ingaggiarono un conflitto con i repubblicani nella zona dell'Università. Mentre avanzavano, i franchisti riuscirono a stabilire un avamposto sul Manzanarre.
Nonostante la ferocia degli attacchi, la XI Brigata Internazionale e le unità repubblicane opposero un'inaspettata resistenza alle truppe franchiste. I franchisti riuscirono sì a conquistare tre quarti della zona universitaria, ma non riuscirono a proseguire oltre. Franco ordinò di mantenere le posizioni per evitare altre perdite di militari.
Tuttavia, il raggiungimento di quell'avamposto sarà decisivo per le sorti della battaglia.

### Attacchi aerei
Avendo arrestato l'avanzata su Madrid, Franco ordinò un sistematico bombardamento sulle zone residenziali della città, eccezion fatta per il quartiere di Salamanca, ritenuto un quartiere fortemente nazionalista, con l'intenzione di terrorizzare i madrileni e convincerli ad arrendersi. A tal proposito, viene citata una frase di Franco:
Probabilmente questa tattica fu controproducente per Franco: da una parte si alienò la fiducia da parte della popolazione di Madrid e dall'altra venne fortemente criticato dai giornalisti stranieri, tra i quali Ernest Hemingway, per il bombardamento di civili (uno dei primi nella storia della guerra).
Il numero delle vittime del bombardamento aereo sembra esser stato tuttavia relativamente basso. Non vi è alcuna cifra definitiva; tuttavia secondo Hugh Thomas, il numero di morti fu di circa 200.

### Stabilizzazione del fronte
La battaglia si stabilizzò nel mese di dicembre, con entrambe le parti a corto di rifornimenti. La prima linea nazionalista si stabilizzò dal Manzanarre fino alla città universitaria, passando per la Casa de Campo e la zona limitrofa a Carabanchel. La città venne sottoposta a sporadici tiri di artiglieria e a bombardamenti aerei, che si fecero sempre più rari con l'arrivare dell'inverno. L'UGT nascose gli armamenti nei tunnel della metropolitana della città, per essere utilizzati in caso di assedio.
Franco cercò di tagliare la strada per La Coruña, a nord est di Madrid, come primo passo per circondare la città. Ma la battaglia di La Coruña finì in una situazione di stallo.
Le vittime della battaglia di Madrid non sono mai state accuratamente conteggiate, ma lo storico Hugh Thomas stima in circa 10 000 i morti tra le due fazioni e i civili nel 1936.

## Battaglie nei pressi di Madrid (1937)
Dopo la battaglia di Madrid, il governo repubblicano cercò di riorganizzare le sue milizie in un esercito regolare, l'"Ejército Popular".
Vennero integrati in un unico esercito le milizie che erano schierate con la Repubblica. Mentre, in teoria, ciò ridusse il potere dei partiti politici rispetto al governo, nella pratica aumentò l'influenza del Partito comunista, che era la fonte delle armi sovietiche e degli stranieri volontari.
Il partito, pertanto, ebbe una sproporzionata influenza nella nomina dei comandanti militari e nella definizione della politica militare.
Il 1937 vide un gran numero di scontri nelle immediate vicinanze di Madrid. Da un lato i nazionalisti cercavano di circondare la città, dall'altro i repubblicani cercavano di rompere l'assedio.
La battaglia del Jarama (da gennaio a febbraio) e la battaglia di Brunete (nel mese di luglio) furono le principali battaglie. Inoltre, altre due battaglie vennero combattute poco più lontano, nel quadro della campagna nazionalista volta a conquistare la capitale: la battaglia di Guadalajara, nel mese di marzo, e quella di Teruel, a nord-est di Madrid, nel dicembre.
Nella prima di queste battaglie, all'inizio del 1937, Franco tentò di attraversare il fiume Jarama per tagliare la strada tra Madrid e Valencia, dove i repubblicani avevano spostato il loro governo. I risultati della battaglia furono inconcludenti. Le truppe di Franco riuscirono ad ottenere la riva orientale del Jarama, ma non riuscirono a scindere le comunicazioni tra Madrid e Valencia. Le perdite da entrambe le parti furono ingenti.
Nel mese di maggio l'ufficiale comunista polacco Karol Świerczewski cercò di rompere le linee attorno a Madrid, ma venne respinto. Una più ambiziosa offensiva settentrionale venne lanciata dai repubblicani nel mese di luglio, con l'intenzione di circondare i nazionalisti. Tuttavia, la conseguente battaglia di Brunete si risolse in una nuova, sanguinosa, situazione di stallo. Il primo attacco repubblicano a Brunete venne rallentato dal fronte nazionalista a circa 12 chilometri dalla città. La resistenza che opposero i nazionalisti vanificò l'azione repubblicana. In questo caso, le perdite repubblicane furono significativamente più elevate rispetto a quelle dei nazionalisti.
Alla fine del 1937 i nazionalisti presero gran parte del nord della Spagna - cuore industriale del paese - e con essa molte fabbriche di armi che avevano sostenuto la guerra repubblicana. Alla fine dell'anno, il comandante repubblicano del IV Corpo, Cipriano Mera, intercettò i piani nazionalisti per un nuovo attacco a Madrid dalla direzione di Saragozza.
Il generale Vicente Rojo lanciò un pre-attacco, con oltre 100 000 uomini, il 15 dicembre, prendendo la città di Teruel. Il proposito di Rojo era quello di preparare da lì l'attacco finale alla città, ma produsse una delle battaglie più sanguinose della guerra, con oltre 100 000 vittime da entrambe le parti.

## Caduta di Madrid (1938-marzo 1939)
Nel 1938 l'assedio di Madrid divenne sempre più pesante e la sua popolazione soffrì sempre di più per la mancanza di cibo e vestiti pesanti.
Franco aveva dato l'idea di voler tentare un altro attacco frontale sulla città; invece continuò gradualmente l'assedio, pur mantenendo un bombardamento costante sulla città.
Nella primavera del 1939, dopo il crollo repubblicano sugli altri fronti, era chiaro che la causa repubblicana era stata sconfitta. Questo creò una divisione all'interno dei ranghi repubblicani: da un lato il primo ministro Juan Negrín, alcuni altri ministri del governo ed il partito comunista volevano combattere fino alla fine, dall'altro numerosi generali, tra i quali il generale Segismundo Casado, volevano negoziare la resa per evitare una rappresaglia una volta conquistata la città.
Il 5 marzo Casado arrestò gli ufficiali comunisti a Madrid. Il 7 gli ufficiali sovietici e il primo ministro socialista Negrín vennero evacuati da Madrid.
Il giorno seguente si susseguirono dure lotte tra le due fazioni, con i comunisti sconfitti.
Casado cercò di negoziare con Franco. Tuttavia il leader nazionalista insistette sul fatto che la resa fosse incondizionata. Il 26 marzo Franco ordinò un anticipo della presa della città di Madrid e il 27 marzo il fronte repubblicano crollò: molte delle truppe rinunciarono a combattere o semplicemente gettarono via le armi e tornarono a casa. Il 28 marzo 1939 le truppe franchiste entrarono in città. Nonostante gli sforzi di Casado, molti dei difensori repubblicani di Madrid, circa 200 000, vennero uccisi dal regime di Franco tra il 1939 e il 1943.